# Cory Gibbs
Cory Gibbs (Fort Lauderdale, 14 januari 1980) is een Amerikaanse voormalig profvoetballer. Hij speelde 19 wedstrijden voor het Amerikaanse nationale voetbalelftal.
Gibbs maakte in 2001 voor het eerst de overstap naar Europa waar hij ging voetballen bij FC Sankt Pauli. Nadat die ploeg afzakte door middel van degradatie keerde hij terug naar Amerika om bij Dallas Burn te gaan spelen. Nog datzelfde seizoen werd hij in de winterstop overgenomen door Feyenoord waar hij onder coach Ruud Gullit ook meteen een basisplaats had. Met de komst van Erwin Koeman na het ontslag van Gullit speelde Gibbs geen enkele wedstrijd meer voor Feyenoord. Dit kwam niet doordat Koeman niets in hem zag, maar omdat hij tijdens een interland in mei 2005 een blessure opliep en lange tijd moest revalideren. Aangezien er bij Feyenoord inmiddels veel spelers op zijn positie binnen de selectie waren, werd hij eind januari 2006 op huurbasis overgenomen door ADO Den Haag. Hier hoopte Gibbs weer aan spelen toe te komen en zijn plaats in de Amerikaanse selectie voor het Wereldkampioenschap voetbal 2006 veilig te stellen. Het seizoen daarna vertrok hij naar de Engelse competitie; hij staat onder contract bij Charlton Athletic. Zonder te spelen verliet hij Charlton in 2008 voor Colorado Rapids. In 2010 speelde hij voor New England Revolution en kwam sinds 2011 komt hij uit voor Chicago Fire waar hij na het seizoen 2012 vertrok naar Zwartsluis. om voor de plaatselijke SV D.E.S.Z te gaan spelen. Hier sloot hij in 2014 zijn carrière af en werd assistent trainer van Pim Kaagman.

## Statistieken
| seizoen    | club                   | land             | competitie                   | wed. | goals |
| ---------- | ---------------------- | ---------------- | ---------------------------- | ---- | ----- |
| 2001/02    | FC St. Pauli           | Duitsland        | 1. Bundesliga                | 25   | 1     |
| 2002/03    | FC St. Pauli           | Duitsland        | 2. Bundesliga                | 21   | 0     |
| 2003/04    | FC St. Pauli           | Duitsland        | Regionalliga Nord            | 14   | 3     |
| 2003/04    | Dallas Burn            | Verenigde Staten | Major League Soccer          | 21   | 2     |
| 2004/05    | Feyenoord              | Nederland        | Eredivisie                   | 15   | 1     |
| 2005/06    | Feyenoord              | Nederland        | Eredivisie                   | 0    | 0     |
| 2005/06    | ADO Den Haag           | Nederland        | Eredivisie                   | 5    | 0     |
| 2006/07    | Charlton Athletic      | Engeland         | Premier League               | 0    | 0     |
| 2007/08    | Charlton Athletic      | Engeland         | Football League Championship | 0    | 0     |
| 2008       | Colorado Rapids        | Verenigde Staten | Major League Soccer          | 9    | 1     |
| 2009       | Colorado Rapids        | Verenigde Staten | Major League Soccer          | 20   | 0     |
| 2010       | New England Revolution | Verenigde Staten | Major League Soccer          | 25   | 0     |
| 2011       | Chicago Fire           | Verenigde Staten | Major League Soccer          | 26   | 3     |
| 2012       | Chicago Fire           | Verenigde Staten | Major League Soccer          | 3    | 0     |
| Bijgewerkt | 27-11-2012             |                  |                              | 184  | 9     |